# Marcus Zegarowski
Marcus Zegarowski (Hamilton, 3 augustus 1998) is een Amerikaans voormalig basketballer.

## Carrière
Zegarowski speelde van 2018 tot 2021 voor de Creighton Bluejays. In 2021 werd hij als 49e gekozen in de NBA draft van dat jaar door de Brooklyn Nets. Hij speelde daarop voor de Nets in de NBA Summer League. In oktober 2021 ging hij spelen voor de Long Island Nets en in maart 2022 werd zijn contract ontbonden. Hij tekende in september 2022 bij de Brooklyn Nets maar dezelfde maand werd deze nog ontbonden. Hij keerde daarop terug naar de Long Island Nets.
In november 2022 werd hij geruild voor de terugkeerrechten van Vrenz Bleijenbergh naar de Windy City Bulls. In december 2022 werd hij opnieuw geruild ditmaal naar de Austin Spurs voor de terugkeerrechten van Jayvon Graves en een draftpick. In september 2023 tekende hij bij de Italiaanse eersteklasser Guerino Vanoli Basket, in maart 2024 maakte hij de overstap naar Ironi Ness Ziona BC uit Israël. In de zomer van 2024 maakte hij de overstap naar de Belgische eersteklasser BC Oostende. Eind september 2024 keerde hij terug naar de Verenigde Staten door problemen aan de rug.
Eind februari 2025 tekende hij bij het Poolse Legia Warschau. Een maand later maakte hij bekend om definitief te stoppen als profbasketballer.